# Hysterographium kansense
Hysterographium kansense är en svampart som beskrevs av Ellis & Everh. 1894. Hysterographium kansense ingår i släktet Hysterographium och familjen Hysteriaceae.   Inga underarter finns listade i Catalogue of Life.